# Roy E. Disney
Roy Edward Disney (Los Angeles, 10 de janeiro de 1930 – Newport Beach, 16 de dezembro de 2009) foi um executivo estadunidense, filho de Roy O. Disney, que era irmão de Walt Disney.
Foi o último da família a participar da Disney, tendo sido acionista e membro da junta diretora da empresa. Morreu aos 79 anos, vítima de um câncer de estômago.